# تکلف‌گرایی

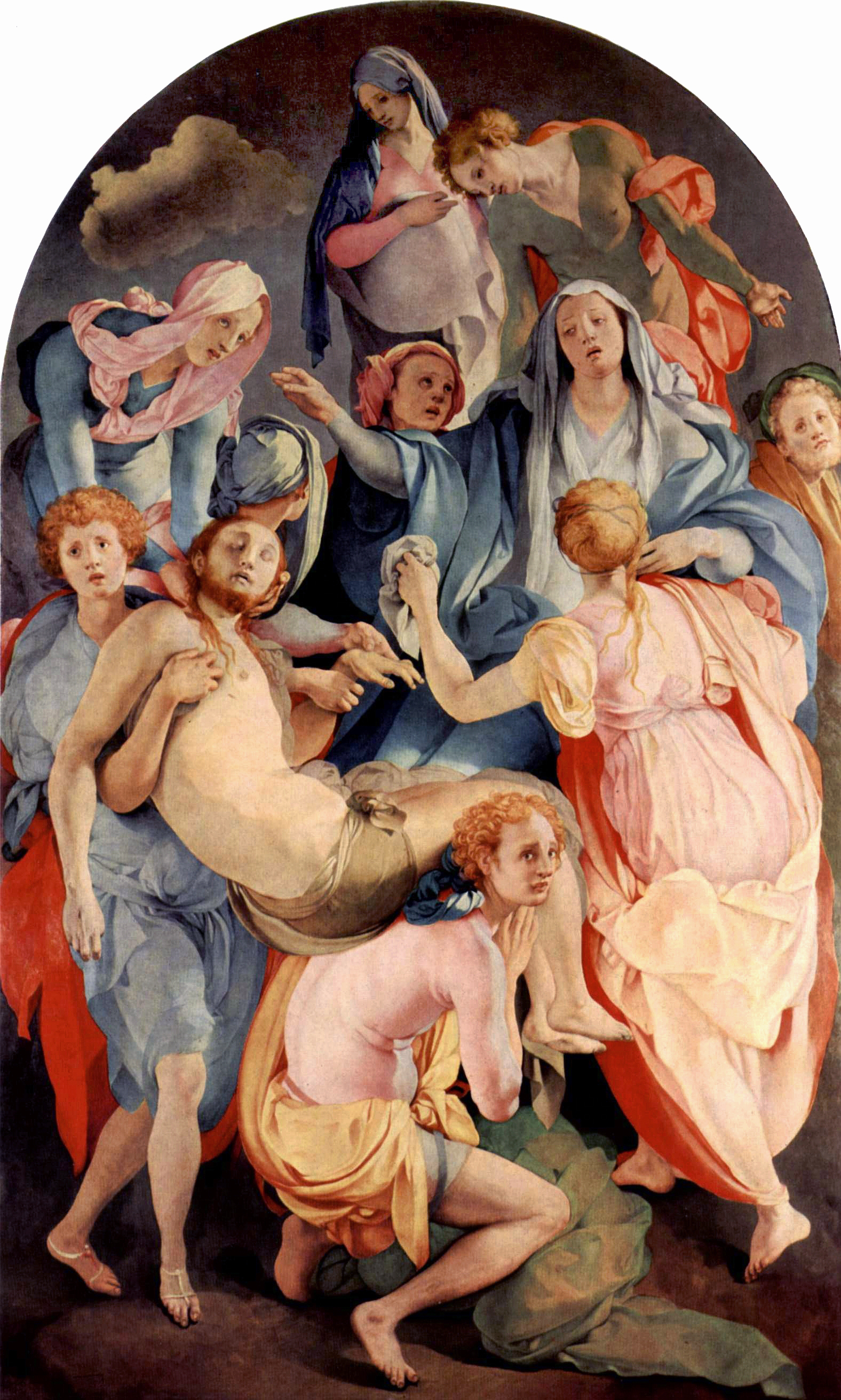
خاکسپاری، اثر جاکوپو پونتورمو، ۱۵۲۸، سانتا فلیچیتا، فلورانس.

تَکَلُّف‌گرایی (یا شیوه‌گرایی یا مَنِریسم) (به ایتالیایی: Manierismo) که گاهی به عنوان «رنسانس پسین» نیز شناخته می‌شود، سبکی است که در هنر و ادبیات اروپا رایج شد که در سال‌های آخر رنسانس ایتالیایی در حدود سال ۱۵۲۰ ظهور کرد، در حدود سال ۱۵۳۰ گسترش یافت و تا پایان قرن شانزدهم در ایتالیا، زمانی که سبک باروک عمدتاً پابرجا بود، ادامه یافت. منریسم شمالی تا اوایل قرن هفدهم ادامه یافت. منریسم به تدریج، به کاربستِ تصنعی، افراطی و تظاهرآمیز شگردهای هر سبک هنری گفته می‌شد. 
شگردهای نقاشان تکلف‌گرا چون درازنمایی پیکرها، حرکتهای پر پیچ‌وتاب، اختلاف تناسب‌ها و مقیاس‌ها، رنگ‌های ناملایم، شلوغی وعدم تقارن ترکیب‌بندی با منطق زیبایی‌شناسی رنسانس تعارض داشته و به همین سبب هنرمندان سده هفدهم به دستاوردهای تکلف‌گرایان با تحقیر نگریستند و آن را مردود دانستند. اما سده بیستم نه فقط این قضاوت را نپذیرفت بلکه دوران تکلف‌گرایی را سرآغاز آگاهی هنرمند غربی از شخصیت، قدرت، تخیل و مهارت فنی خویش دانست.
البته دلالت خاص تکلف‌گرایی، به نقاشی، پیکرسازی و معماری ایتالیایی در فاصله زمانی میان اوج دوره رنسانس و باروک محدود می‌شود. همچنین این اصطلاح را برای توصیف برخی گرایش‌های مهم هنری اروپایی پس از مرگ رافائل (۱۵۲۰) تا پایان سده شانزدهم به کار می‌برند.
نقاشی تکلف‌گرایی از آثار متأخر میکل‌آنژ سرچشمه گرفت. بسیاری از هنرمندان نسل بعد از او در ترکیب بندیِ نااستوار، کژنمایی‌های بیانگر و حالت‌های عاطفی پیکرهای دیوارنگاره داوری واپسین، سرمشقی برای تفسیری جدید و شخصی از اصول طبیعت‌گرایی یافتند.
تینتورتو، ال گرکو، پارمیجانینو، رُسو فیورنتینو، پونتورمو، وازاری، برونتسینو، چلینی، بُلونیا، وُلترا و براداران تسوکاری از نقاشان وابسته به این جنبش هستند.
تکلف‌گرایی رویکردهای مختلفی را در بر می‌گیرد که تحت تأثیر آرمان‌های هماهنگ، مرتبط با هنرمندانی مانند لئوناردو داوینچی، رافائل، وازاری و میکل آنژ (در اوایل دوران کاریش)، واکنش نشان می‌دهند. در جایی که هنر رنسانس عالی بر تناسب، تعادل و زیبایی ایدئال تأکید می‌کند، تکلف‌گرایی با مبالغه در چنین ویژگی‌هایی اغلب منجر به ترکیب‌هایی می‌شود که نامتقارن یا به‌طور غیرطبیعی ظریف هستند. این سبک هنری برخلاف سبک ناتورالیسم یا طبیعت‌گرایانه به دلیل ویژگی‌های مصنوعی خود مورد توجه است و برخلاف تعادل و وضوح مورد توجه در نقاشی‌های رنسانس اولیه به تنش و بی‌ثباتی ترکیب‌بندی اهمیت می‌دهد. تکلف‌گرایی در ادبیات و موسیقی به دلیل سبک بسیار شکوفا و پیچیدگی فکری آن شایان توجه است.
تعریف منریسم یا تکلف‌گرایی و مراحل آن همچنان موضوع بحث مورخان هنر است. به عنوان مثال، برخی از محققان این برچسب را به برخی از اشکال اولیه ادبیات مدرن (به ویژه شعر) و موسیقی قرن ۱۶ و ۱۷ به کار برده‌اند. این اصطلاح همچنین برای اشاره به برخی از نقاشان گوتیک متأخر که از حدود ۱۵۰۰ تا ۱۵۳۰ در شمال اروپا کار می‌کردند، به‌ویژه تکلف‌گرایان آنتورپ - گروهی که با جنبش ایتالیایی ارتباطی نداشتند، به کار می‌رود. تکلف‌گرایی به قیاس در عصر نقره‌ای ادبیات لاتین نیز اعمال شده‌است.

## نگارخانه

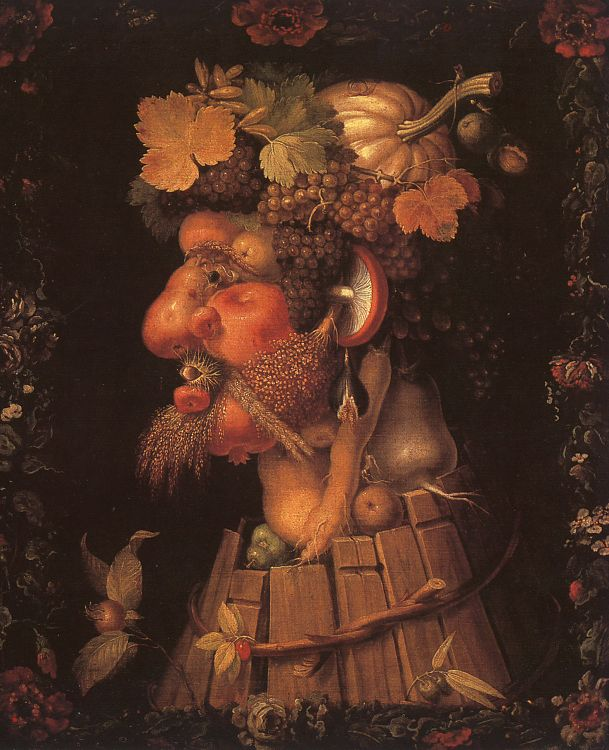
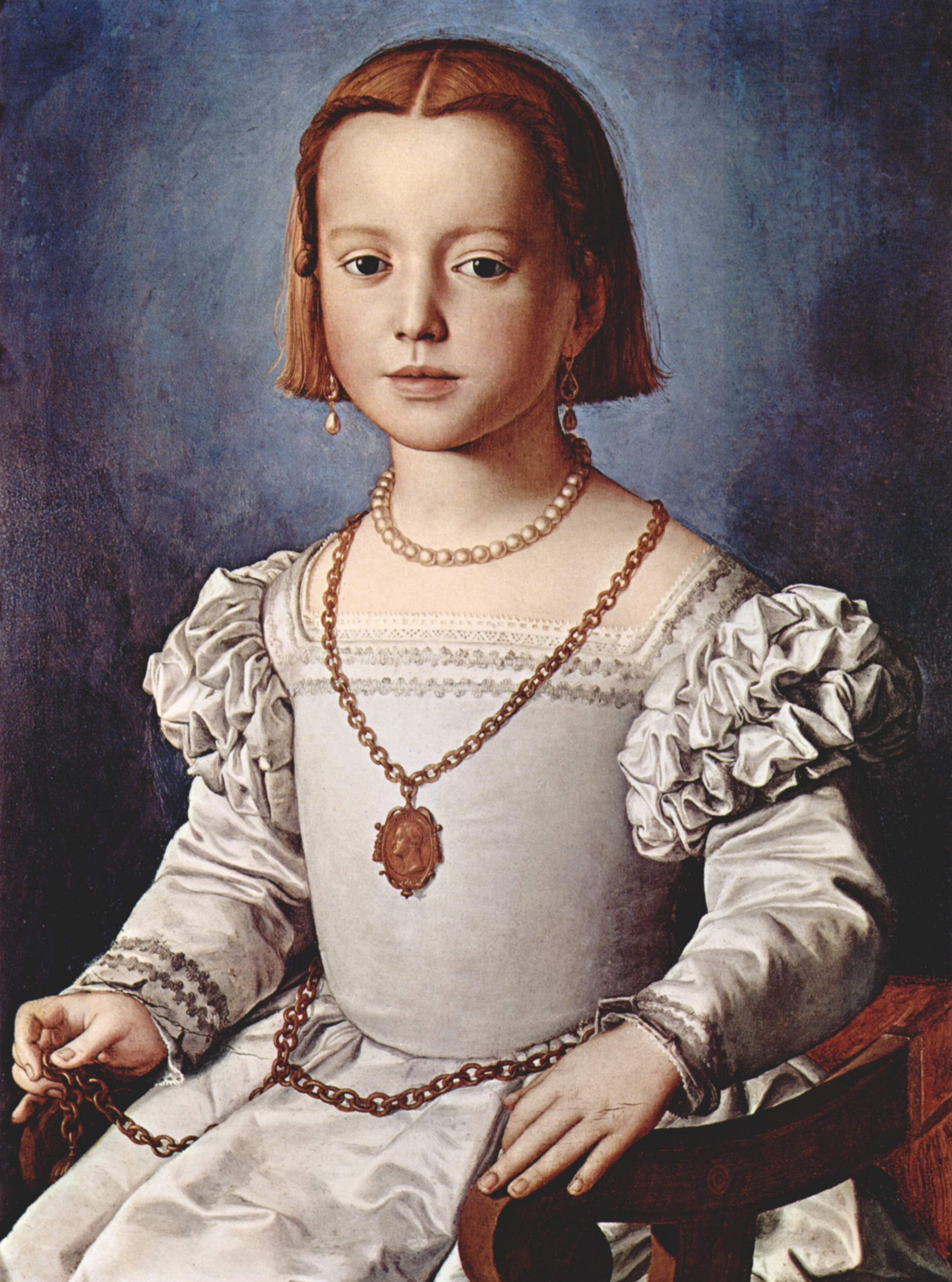
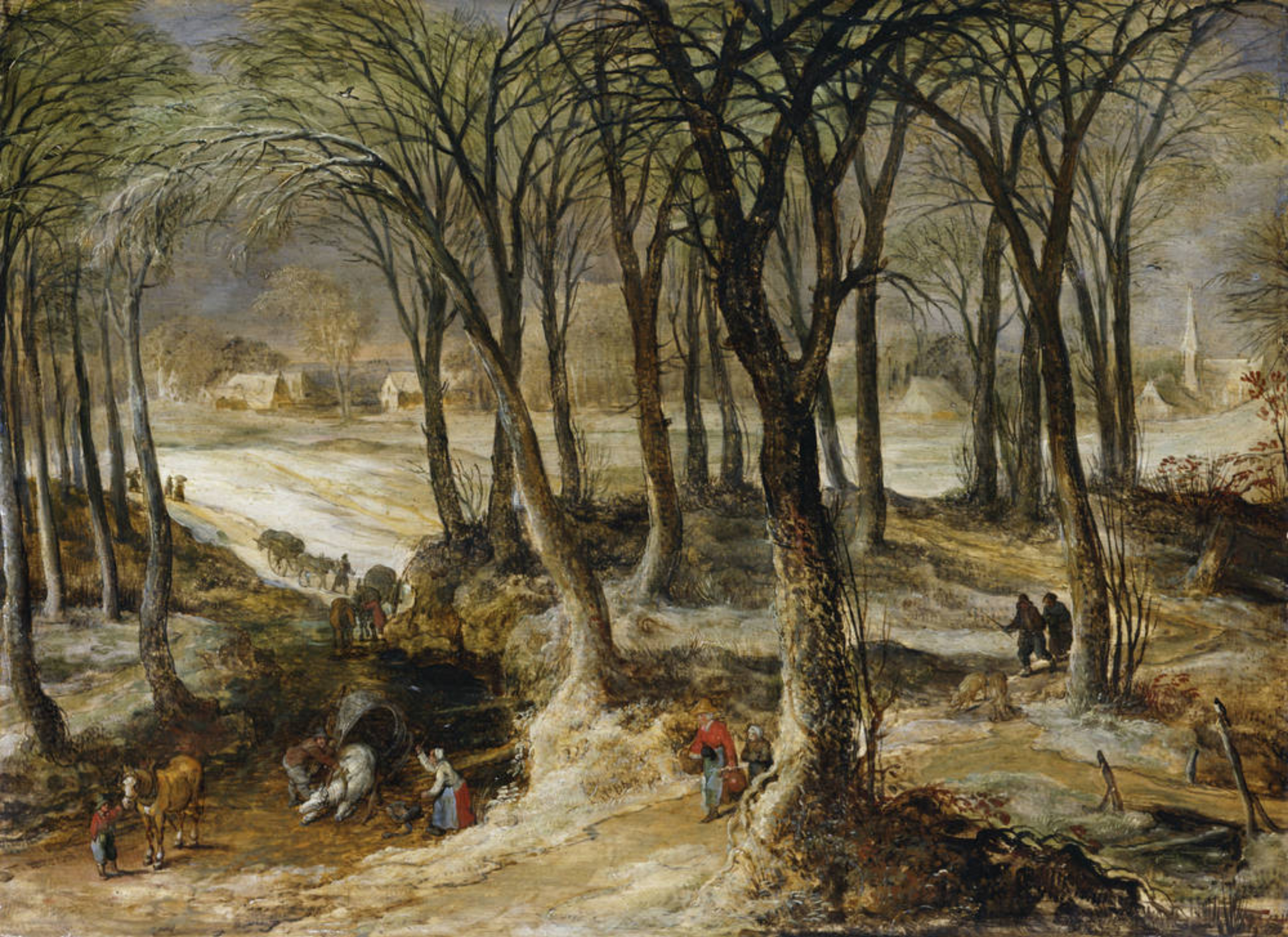
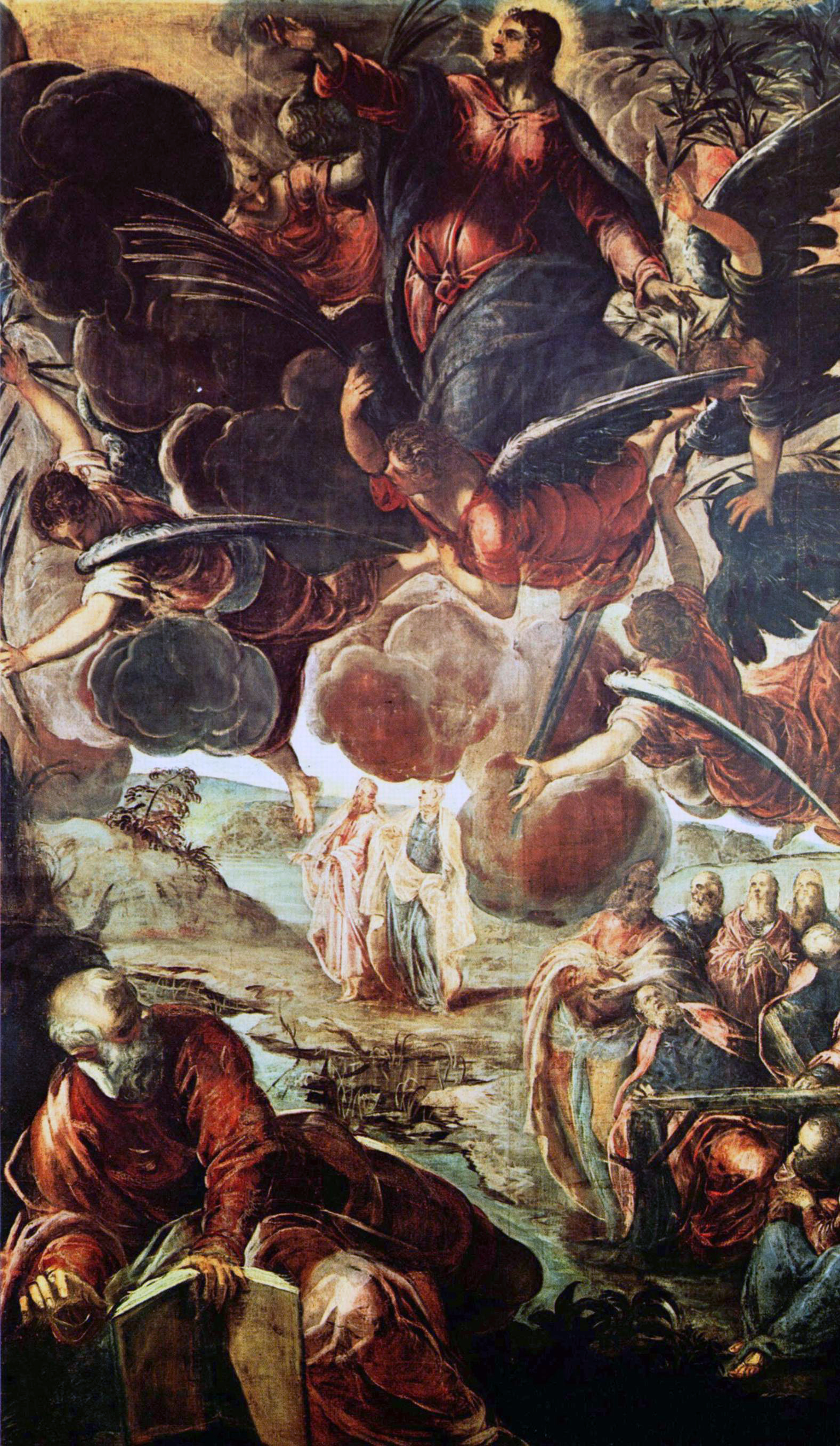
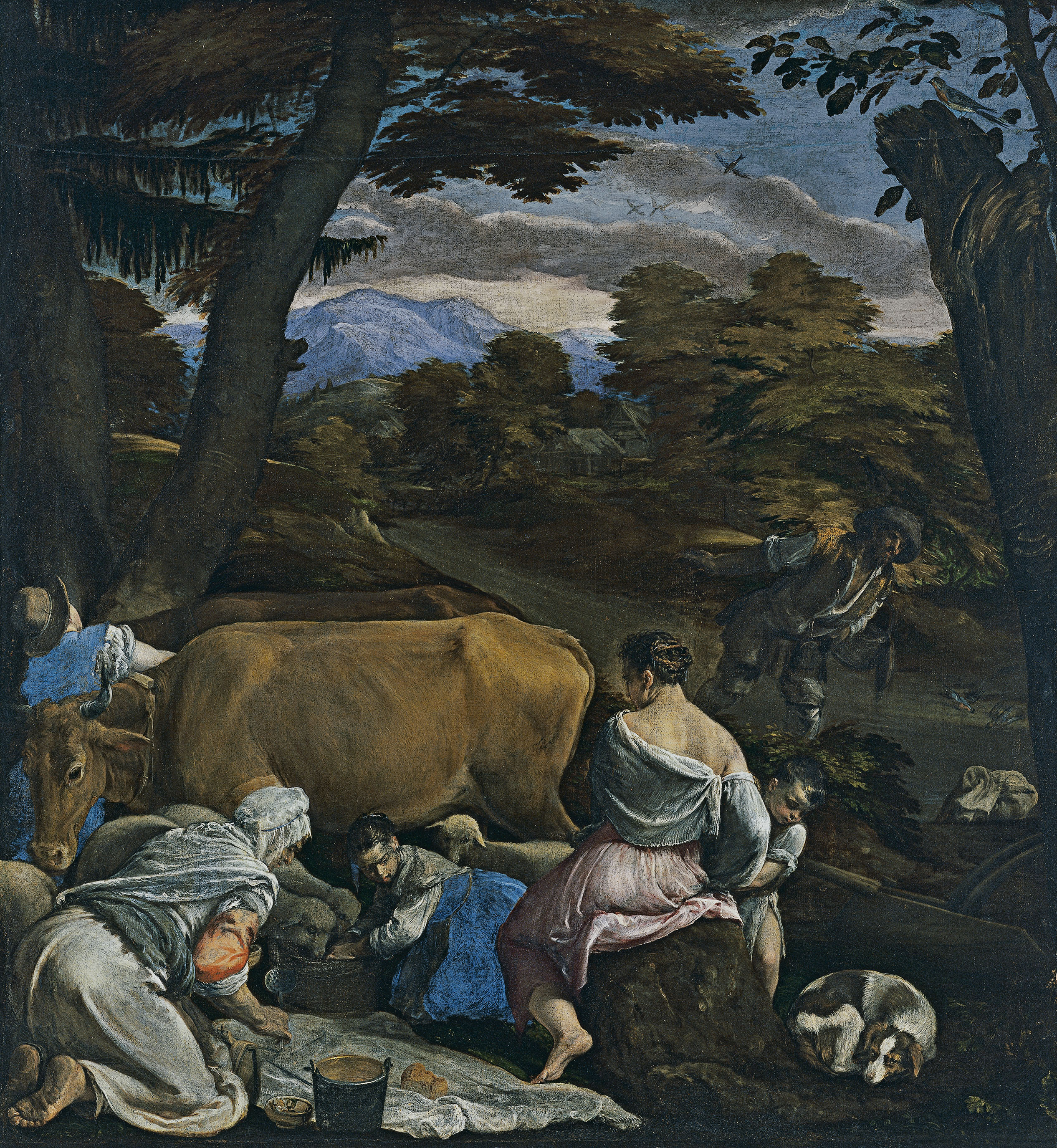